# Lycoperdaceae
De Lycoperdaceae zijn een familie van schimmels uit de orde Agaricales waartoe de stuifzwammen behoren. Het typegeslacht is Lycoperdon. Deze paddenstoelen hebben een zachte, vlezige structuur.

## Kenmerken
Het zijn schimmels met bovengrondse vruchtlichamen, soms gedeeltelijk begraven in het substraat. De diameter van vruchtlichamen is meestal van 5 tot 30 cm, bolvormig, peervormig, minder vaak knotsvormig. Jonge vruchtlichamen zijn meestal wit, hebben een vlezige consistentie, worden bruin tijdens de rijping en drogen uit als gevolg van autolyse die erin plaatsvindt. Ze hebben een tweelaags peridium. De buitenste laag (exoperidium) met een glad, melig, korrelig, papillair, stekelig of gemengd oppervlak, soms vlekkerig. Tijdens het rijpen pelt het af en valt het af in kleine fragmenten of grote vlokken. De binnenste laag (endoperidium) is dun, papierachtig of perkamentachtig, glad, meestal dof, lichtbruin tot donkerbruin van kleur. In volwassen vruchtlichamen vormt zich een klein gaatje aan de bovenkant van het peridium. Het kan gespleten, onregelmatig of cirkelvormig zijn. Bij een paar soorten wordt als gevolg van het losmaken van het vruchtlichaam van het mycelium een cirkelvormig gat gevormd of breekt het vruchtlichaam met scheuren.
De binnenkant van het vruchtlichaam is gevuld met aarde, die aanvankelijk wit, vlezig of donzig is. Naarmate het rijpt, wordt het donkerder en wordt het achtereenvolgens geel, olijf, bruin en donkerbruin, en de consistentie verandert; het wordt stoffig of vezelachtig stoffig. De grond kan het gehele inwendige van het vruchtlichaam bezetten, of alleen het bovenste deel, de rest is een kale ondergrond, die bij sommige soorten een soort stengel vormt. Bij sommige soorten is er een diafragma tussen de grond en de ondergrond. Tijdens de ontwikkeling vormen zich talrijke kamers met wanden bedekt met hymenium bestaande uit basidia tussen losse grondresten. Ze sterven vroeg af en tegelijkertijd vormen sommige myceliale hyfen een trichinum waarin de sporen zich bevinden. In het midden van het vruchtlichaam wordt vaak een conische columella gevormd.
Basidia hebben sterigmata, meestal permanent, lang en stijf. Wanneer de sporen vrijkomen, blijft meestal het hele sterigma, of een gebroken deel ervan, over. Een grote hoeveelheid gebroken sterigmata-fragmenten wordt meestal gevonden in volgroeide grond. De sporenprint bestaat bruine, bolvormige of eivormige sporen. Het oppervlak van de sporen is glad, gestippeld of wrattig.

## Behandelde soorten
De volgende soorten worden in een afzonderlijk artikel behandeld:
- Soort: Afgeplatte stuifzwam (Vascellum pratense)
- Soort: Donkerbruine stuifzwam (Lycoperdon umbrinum)
- Soort: Loodgrijze bovist (Bovista plumbea)
- Soort: Melige stuifzwam (Lycoperdon lividum)
- Soort: Parelstuifzwam (Lycoperdon perlatum)
- Soort: Peervormige stuifzwam (Lycoperdon pyriforme)
- Soort: Plooivoetstuifzwam (Handkea excipuliformis)
- Soort: Reuzenbovist (Calvatia gigantea)
- Soort: Ruitjesbovist (Calvatia utriformis)
- Soort: Stekelige stuifzwam (Lycoperdon echinatum)
- Soort: Tolvormige stuifzwam (Bovistella radicata)
- Soort: Vlokkige stuifzwam (Lycoperdon mammaeforme)
- Soort: Zachtstekelige stuifzwam (Lycoperdon molle)
- Soort: Zwartwordende stuifzwam (Lycoperdon nigrescens)

## Taxonomie
De volledige lijst van genera uit de familie van Lycoperdaceae is als volgt:
Abstoma – Apioperdon – Bryoperdon – Calbovista – Calvatia – Disciseda – Gastropila – Handkea – Langermannia – Lycogalopsis – Lycoperdon – Morganella – Mycocalia – Vascellum